# ホナガクマヤナギ
ホナガクマヤナギ（穂長熊柳、学名: Berchemia longiracemosa）は、クロウメモドキ科クマヤナギ属の落葉低木。
直立し、しばしば他の植物に寄りかかって高さ2-3mになる低木で、つる状にはならない。花序は細長い総状花序になり、大きな円錐状にはならない。

## 特徴
直立し、高さ2-3ｍになり、しばしば他の植物に寄りかかって伸びるが、つる状にはならない。若い枝は緑色-緑褐色で円く、斜上し、平滑で無毛。葉は互生し、葉柄は長さ8-16mmになる。葉身は長さ4-10cm、幅3-6cmの卵形または楕円形で、先端は鈍円頭、基部は円く、縁は全縁、羽状にやや平行する側脈は7-11対あり、葉縁まで届く。葉の質は薄く、表面は緑色、裏面はやや黄色を帯び、裏面脈腋にわずかに黄褐色の毛がある。
花期は6-8月。枝の先端に細長い総状花序を伸ばし、花序の長さは5-10cmになり、花を多数、密につける。ときに花序に下部で分枝し、第2次花序をつけ、上方に伸びるが、クマヤナギ Berchemia racemosa のように円錐状の複総状花序にはならない。花は両性、杯状で5数性、小型で黄緑色。花柄は長さ2.5-4mmになる。萼裂片は先がとがった三角形で直立し、長さ約1.5mmになる。花弁と雄蕊は5個あり、萼裂片より短い。雌蕊は1個。果実は狭長楕円形の核果で、長さ7-8mmになり、赤色を経て紫黒色に熟す。

## 分布と生育環境
日本固有種。本州の近畿地方以北の日本海側に分布し、山地に生育する。

## 名前の由来
和名ホナガクマヤナギは、植物学者の奥山春季 (1951) による。「穂長熊柳」の意で、クマヤナギ Berchemia racemosa に比べて花序が細長い総状花序になり、円錐状にならないことによる。
種小名（種形容語）longiracemosa は、「長い総状花序のある」の意味。

## ミヤマクマヤナギとの相違
本種は初め、同属のミヤマクマヤナギ Berchemia pauciflora と混同されていた。植物学者の松村任三 (1889) は、「植物学雑誌第3巻」中、『日本植物新稱』において、「左記の植物は日本固有産ニシテ未和名アラザルモノナリ 今新稱ヲ下シテ植物採集家ニ便セントス」として、Berchemia pauciflora Maxim. (1888) に、和名 Miyama kumayanagi をつけた。その際、「鼠李科植物ニ屬スル灌木ニシテくまやなぎノ一種ナリ 明治十八年八月ノ發見ニ係ル 日光、羽前に産ス」と、栃木県日光産と山形県産の種を同一のものとして和名をつけた。
その後、植物学者の奥山春季 (1951) は、「植物研究雑誌第26巻」中、『クマヤナギ屬の一新種』において、「従来ミヤマクマヤナギは東北から中部日本にかけて深山に分布すると考へられていたが，東北から裏日本に分布する形と日光邊から南アルプスにかけて分布する形と2つにはつきり區別する事が出來る」として、ミヤマクマヤナギは栃木県日光を基準産地とし、関東地方から東海地方にかけた本州中部に分布し、葉の長さ2-4cm、幅1.5-2.5cm、側脈が6-8対あり、葉裏の葉脈腋と葉柄下面に綿毛が生えるものとした。一方、東北から裏日本に分布するものは、葉が大きく、長さ5-10cm、幅4-7cm、側脈が8-10対あり、葉裏の葉脈腋に髭毛が生えるほかは無毛であり、東北地方から近畿地方にかけた日本海側に分布するものを、新種ホナガクマヤナギ B. longiracemosa とした。
上記のほか、つる性にならず、直立する低木であることは共通するが、ミヤマクマヤナギは、葉柄が5-10mm、花序は小さな総状花序となり、花序の長さ1-3.5cm、花数は少ない。一方、本種は、葉柄が8-16mm、花序は細長い総状花序となり、花序の長さ5-10cm、花数は多い。

## 種の保全状況評価
国（環境省）でのレッドデータブック、レッドリストの選定はない。都道府県のレッドデータ、レッドリストの選定状況は、次のようになっている。
岩手県-Cランク、宮城県-絶滅危惧II類(VU)、長野県-絶滅危惧II類(VU)、岐阜県-絶滅危惧II類、滋賀県-分布上重要種、島根県-絶滅危惧I類(CR+EN)、岡山県-準絶滅危惧。

## ギャラリー

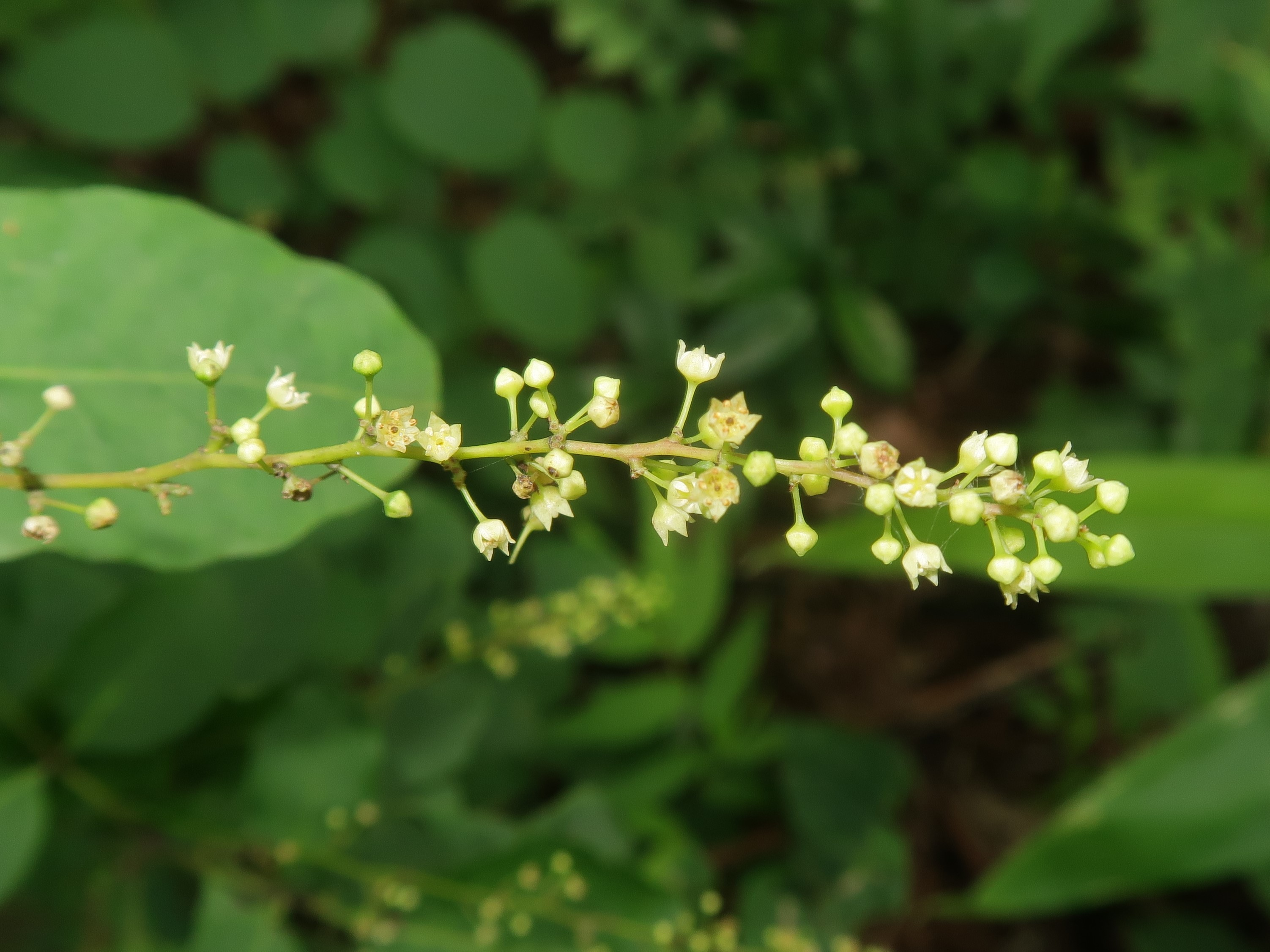
枝の先端に細長い総状花序を伸ばし、花を多数、密につける。福島県会津地方 7月中旬
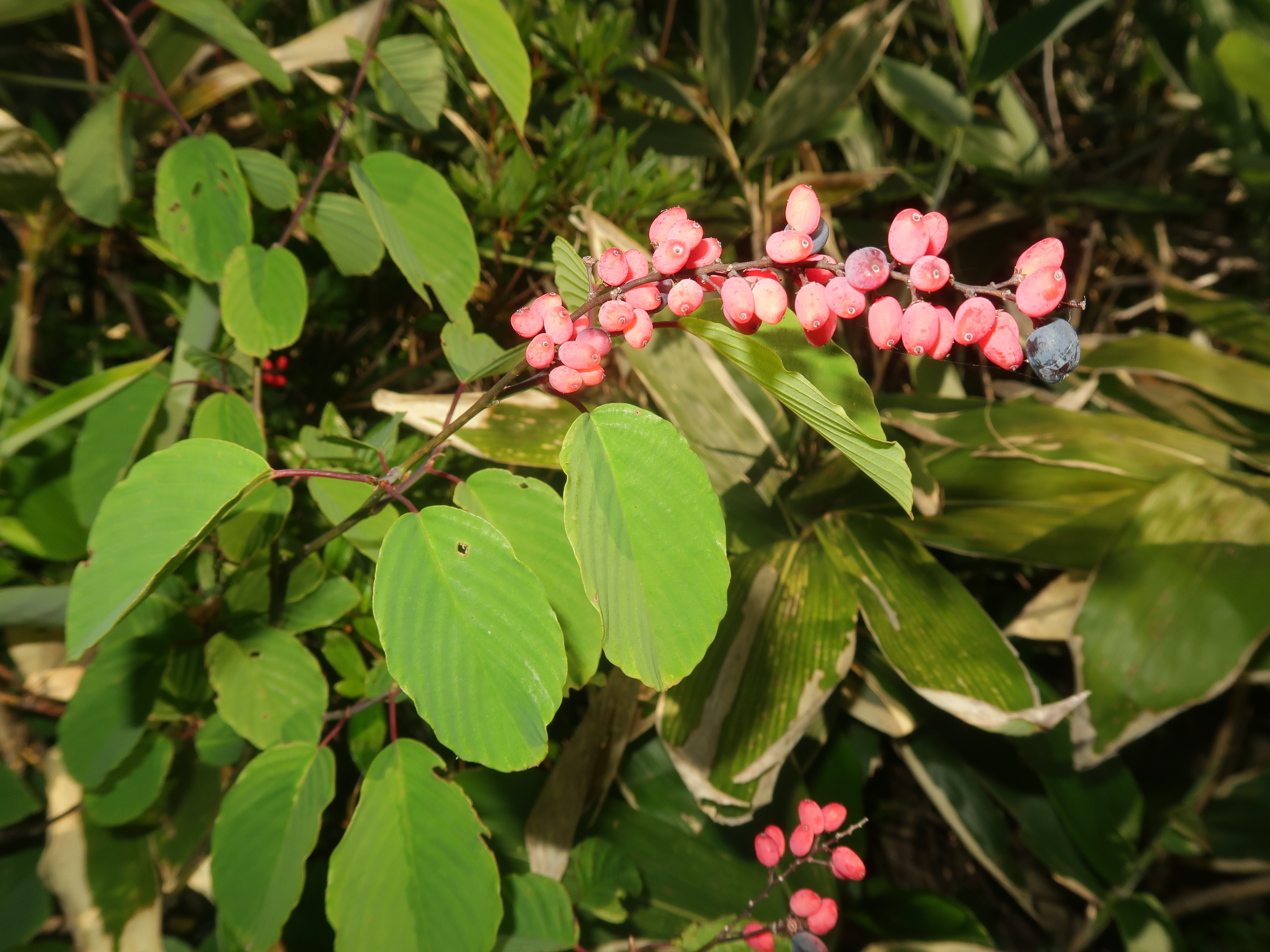
果実は狭長楕円形の核果で、長さ7-8mmになり、赤色を経て紫黒色に熟す。石川県奥医王山、6月中旬。
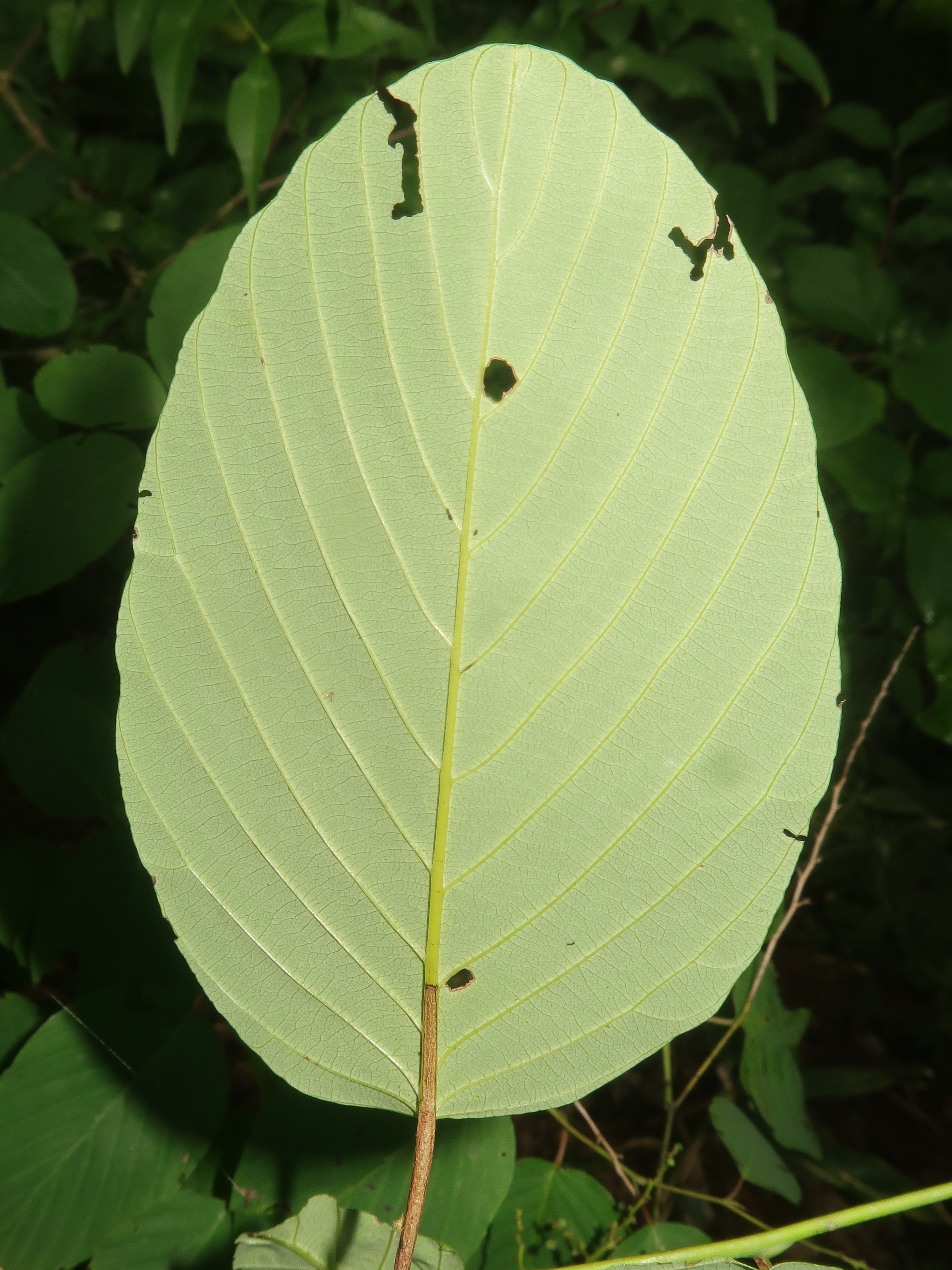
葉の裏面。葉身は卵形または楕円形で、先端は鈍円頭、基部は円く、縁は全縁、羽状にやや平行する側脈は7-11対あり、葉縁まで届く。
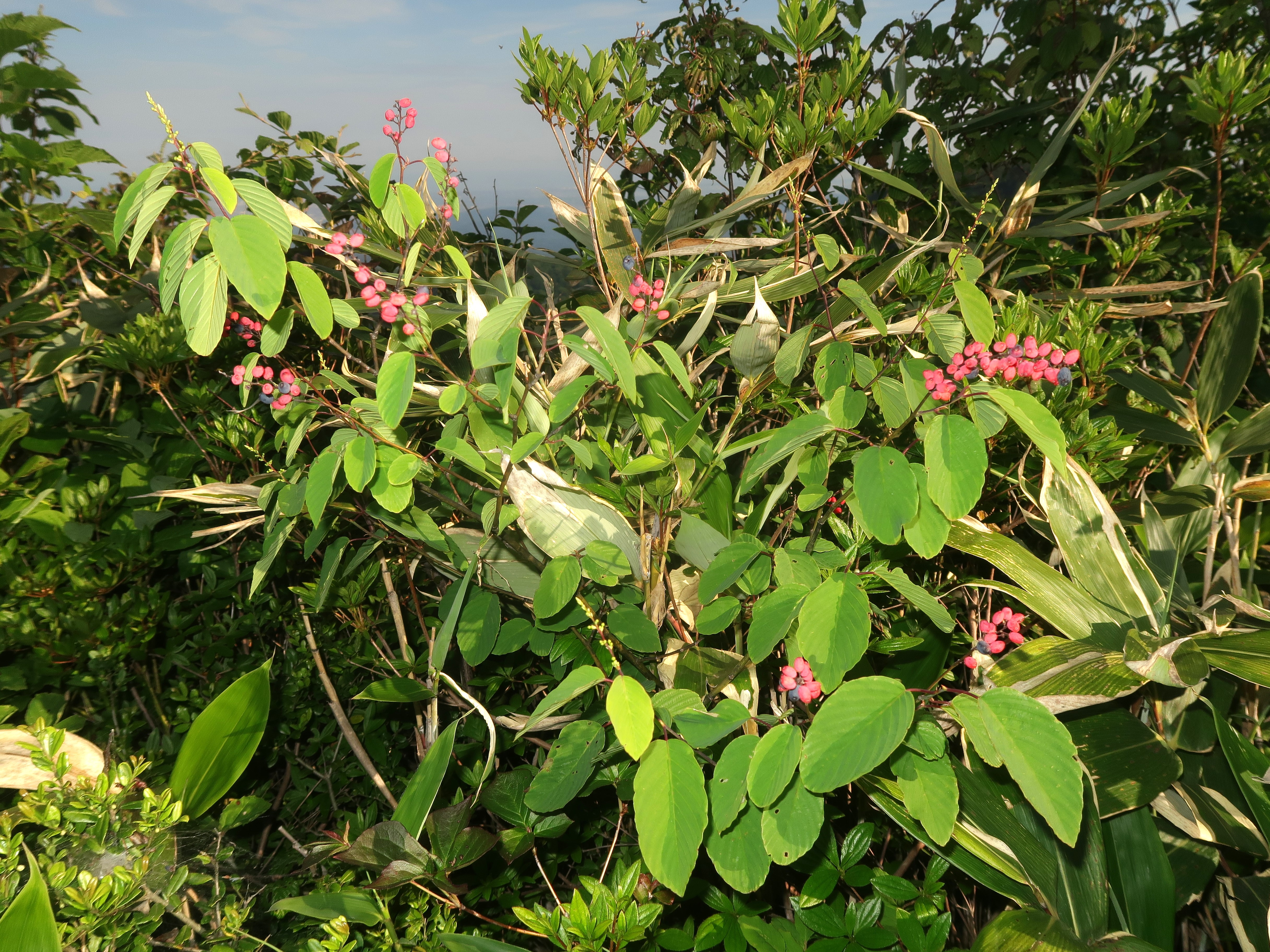
枝先に花序が伸び、蕾がついた頃。前年の果実が熟し、赤色から紫黒色になる。石川県奥医王山、6月中旬。